# 林衍村
林衍村（1979年5月3日—），藝名小村，是舞蹈界資深的舞蹈老師，曾經給很多藝人編舞排舞，是喬傑立家族組合台風的成員，常至《模範棒棒堂》、《我愛黑澀會》擔任表演評審，2008年創辦了"放肆玩娛樂"，發行了《Funs‧放雜誌》、《放報》，也曾為羅志祥、張惠妹、阿密特、潘瑋柏、FIR、棒棒堂、吳克群、范逸臣、車勝元等眾多藝人的明星商品總統籌，3屆台灣手繪童心名人手繪包公益拍賣展的發起、策展人，2013年成立覺享國際，籌畫許多品牌、設計、演藝、派對相關文創、行銷活動。

## 個人簡介
- 本名：林衍村，英文名LIL' V，被稱爲“小村老師”，金牛座 O型，身高171公分，體重60KG
- 興趣：音樂、歌唱、武術
- 專長：舞蹈、電腦、運動

## 個人經歷

### 發行書籍
- FunsWant放肆玩潮品誌(後改名Funs放雜誌)
- Fun放報

### 唱片
- 2005 《愛的奇蹟》 收錄《任我遨遊》 《愛的奇蹟》
- 2005 《天大地大》台風首張專輯
- 2006 《愛的奇蹟2-跳舞吧J-Star》

### 表演教學&評審
- 大陸四川 搜狐短信嘻哈之夜 街舞狂飆大賽 評審

- 大陸江蘇衛視"絕對唱響"全國總決賽表演教學導師

- [v]音樂台-我愛黑澀會 模范棒棒堂 常態性評審

- 高雄樹德科技大學表演藝術系 舞蹈顧問

- 藝穗盃全國舞蹈大賽 評審

- 捷運盃全國舞蹈大賽 評審

- 100年反毒創意競賽 評審

- 全國租稅創意舞蹈大賽總決賽 評審

- 月老繫情全國舞蹈大賽

- 台北基隆北區舞蹈大賽 評審

### VCD&DVD
- 2004 《愛在星光》演唱會
- 2006 《天大地大》台風慶功改版專輯 MV&幕後花絮

### MV
- 黃國倫 〝天使〞
- 李玟Coco 〝It's a party〞
- 徐懷鈺Yuki 〝妙妙妙〞〝Dub-I-Dub〞〝我是女生〞〝向前衝〞〝怪獸〞〝叮咚〞

〝黑色星期天〞〝誰不乖〞〝冒險氣球〞〝Call Me〞〝誓言〞〝NaNaNa〞〝亂了〞
〝Tiamo〞〝愛的叮咚〞
- 潘瑋柏 〝我的麥克風〞 〝HUHA〞 〝快樂崇拜〞
- 蔡依林 〝海盜〞
- 張善為 〝Dinosaur〞
- TORO  〝Give It UP〞

### 戲劇
- 麻辣高校生—光與影
- 雪天使（舞蹈客串）

### 舞蹈比賽
全國創意冒險舞蹈比賽第一名
全國恰恰50轉舞蹈比賽第二名
超級新人王 - 舞蹈月冠軍
龍兄虎弟之〝龍虎之星〞舞蹈冠軍
全國可口可樂ALWAYS勁舞大賽第二名

## 外部連結
- 林衍村的Facebook專頁
- 林衍村的新浪微博